# سفاي
قرية سفاي هي إحدى القرى التابعة لمركز أبو قرقاص بمحافظة المنيا في جمهورية مصر العربية. حسب إحصاءات سنة 2006، بلغ إجمالي السكان في سفاي 11541 نسمة، منهم 5923 رجلا و5618 امرأة.